# Datos acerca de la vigilancia mundial (1970-2013)
Para datos sobre vigilancia mundial publicados desde 2013, véase Datos acerca de la vigilancia mundial (2013 a la fecha).
La expresión vigilancia mundial se refiere a la práctica de espionaje y vigilancia más allá de los límites internacionales y en la mayoría de los casos también de la legalidad. Aunque su existencia ya había sido revelada en los 70, no se había hecho conocida hasta que se descubriera ECHELON en los 80 y la existencia de este ente fuera confirmada en los 90. En 2013 ganó la atención del público a nivel mundial debido a lo que dio a conocer el estadounidense Edward Snowden, demostrando con miles de documentos filtrados muchas de las actividades y programas que hasta entonces se habían relegado a los planos de la especulación o de las teorías de conspiración.

## Historia

### 1970
En 1972, el analista de la NSA Perry Fellwock (bajo el seudónimo «Winslow Peck») introdujo a los lectores de la revista Ramparts sobre la NSA y el acuerdo UKUSA. En 1976, en otro artículo publicado en la revista Time Out reveló la existencia del GCHQ.

### 1980-1990
En 1982, el libro de James Bamford sobre la NSA, The Puzzle Palace, fue publicado. El segundo libro de Bamford, Body of Secrets: Anatomy of the Ultra-Secret National Security Agency, se publicó 2 décadas después.
En 1988, la red ECHELON fue dada a conocer por Margaret Newsham, una empleada de la corporación Lockheed. Newsham reveló que las llamadas telefónicas de un miembro del Congreso estadounidense, Strom Thurmond, senador por el Partido Republicano estadounidense, estaban siendo espiadas por la NSA. Los investigadores del Congreso determinaron que "la vigilancia de un político concreto de EE. UU. no ocurre por accidente, y que esa vigilancia estaba diseñada sistemáticamente desde el principio para tal fin".
A finales de la década de 1990, se estimaba que la red ECHELON era capaz de interceptar y procesar el 90 % de todo el tráfico de Internet, según la BBC. Sin embargo, en mayo de 2001 el gobierno de Estados Unidos negó, una vez más, la existencia de ECHELON.

### 2000
Tras los atentados del 11 de septiembre de 2001, William Binney, oficial de inteligencia estadounidense, junto a J. Kirke Wiebe y Edward Loomis, pidieron al Departamento de Defensa de EE. UU. que investigara a la NSA por, de forma consciente y premeditada, echar a perder "millones y millones de dólares" en el proyecto Trailblazer, un sistema pensado para analizar datos alojados en redes de comunicaciones como Internet. Binney criticó públicamente a la NSA por espiar a ciudadanos de Estados Unidos luego del 11-S. Binney declaró que la NSA había fracasado en sus intentos de esclarecer las causas y autores del 11-S a pesar de la captación y vigilancia masiva de datos.
En el 16 de diciembre de 2005, The New York Times publicó una nota con el título «Bush permite el espionaje del gobierno de EE. UU. en llamadas sin juicio previo», que fue coescrito por Eric Lichtblau y el periodista ganador del premio Pulitzer James Risen. De acuerdo con The Times, la fecha de publicación del artículo se demoró un año por preocupaciones sobre las incidencias que podían causar a la llamada Seguridad Nacional.
En 2006, más detalles de la vigilancia masiva sobre los ciudadanos de Estados Unidos por parte de la NSA fueron filtrados por USA Today. El diario lanzó un reporte el 11 de mayo de 2006 detallando la existencia de una base de datos masiva de la NSA donde eran almacenadas decenas de millones de llamadas de teléfono de los ciudadanos. Según USA Today, estas llamadas eran entregadas por compañías de telefonía como AT&T, Verizon y BellSouth. En 2008, el analista de seguridad Babak Pasdar reveló la existencia del llamado «Circuito cuántico» que él y su equipo habían programado en 2003. El circuito proporcionó al gobierno información mediante un proveedor secreto que después fue identificado como Verizon.

### 2010-2013
En 2011, detalles de la industria de la vigilancia masiva fueron hechos públicos por WikiLeaks. Julian Assange dijo: «estamos en un mundo donde ya no es sólo teóricamente posible interceptar y grabar prácticamente todas las telecomunicaciones de un país sino que ya existe una industria internacional dedicada a vender dispositivos para conseguir interceptarlas».

### Desde 2013
En 2013, Edward Snowden, un antiguo analista de una de las empresas subcontratadas por la NSA reveló miles de documentos que demostraban una nueva vuelta de tuerca en la vigilancia ejercida por los gobiernos a nivel mundial. (Véase Datos acerca de la vigilancia mundial desde 2013).